# Ludwig-Eisenbahn-Denkmal

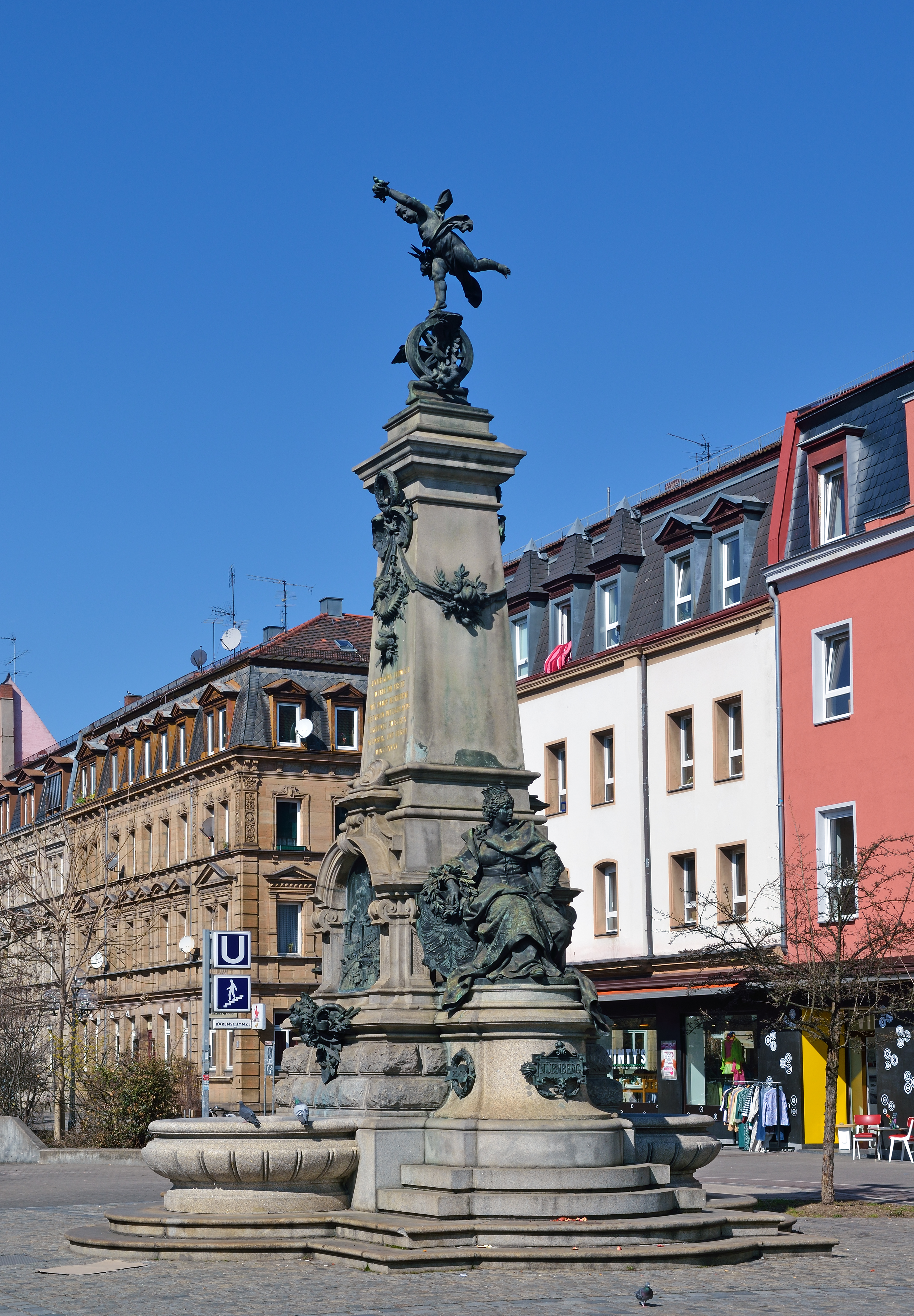
Ludwig-Eisenbahn-Denkmalbrunnen an der Fürther Straße

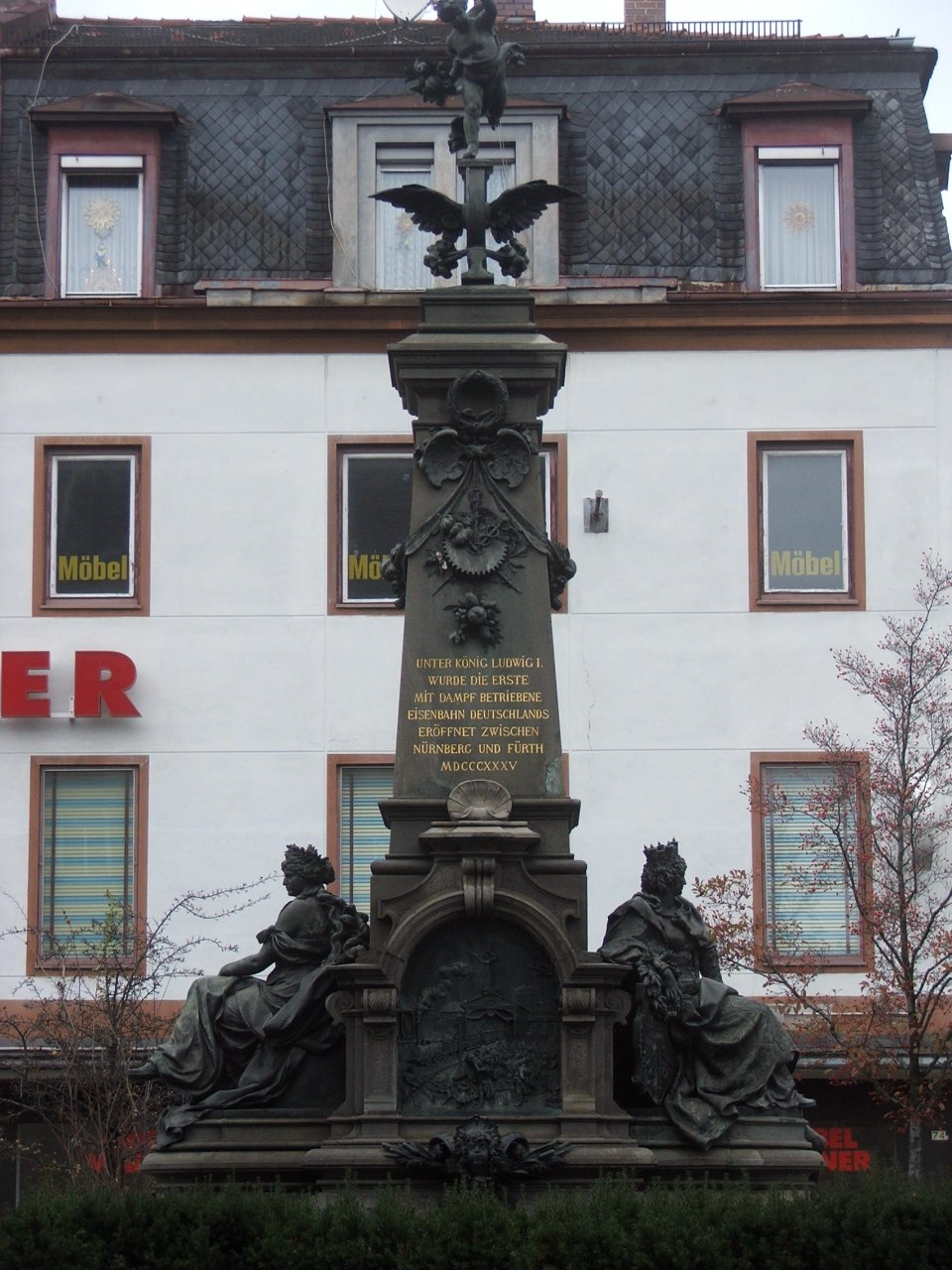
Ludwig-Eisenbahn-Denkmal

Das Ludwig-Eisenbahn-Denkmal ist ein Denkmal mit Brunnen im Nürnberger Stadtteil Gostenhof.

## Geschichte
Am 7. Dezember 1885 wurde anlässlich des 50. Jahrestags der Fahrt des Adlers auf der Ludwigseisenbahn zwischen Nürnberg und Fürth beim Nürnberger Ludwigsbahnhof am Plärrer der symbolische Grundstein für ein Denkmal gelegt. Einen erst danach ausgeschriebenen Wettbewerb für die konkrete Gestaltung des Denkmals gewann 1887 Heinrich Schwabes Entwurf eines Zierbrunnens, obwohl die Jury den Entwurf „Herakles“ von Rudolf Maison als beste künstlerische Leistung würdigte.
Der Brunnen wurde am 16. Oktober 1890 enthüllt. Das Königreich Bayern kam für die Hälfte der Kosten von 58.500 Mark auf. Die andere Hälfte des Betrags stammte von der Ludwigseisenbahn-Gesellschaft, von der Stadt, von Vorstadtvereinen und privaten Mäzenen wie Ludwig Ritter von Gerngroß.
Beim Ausbau der Gleis- und Haltestellenanlagen für die Nürnberger Straßenbahn wurde das Denkmal 1927 an die Stadtgrenze zwischen Nürnberg und Fürth versetzt. Im Jahre 1965 musste es wiederum dem Bau der U-Bahn weichen und wurde in eine nahegelegene Grünanlage innerhalb der Anschlussstelle Nürnberg/Fürth der A 73 versetzt. Der Mäzen und Brunnenliebhaber Kurt Klutentreter ermöglichte die Umsetzung des Denkmals in die Fürther Straße an den östlichen Aufgang des U-Bahnhof Bärenschanze im Jahr 1993.

## Gestaltung

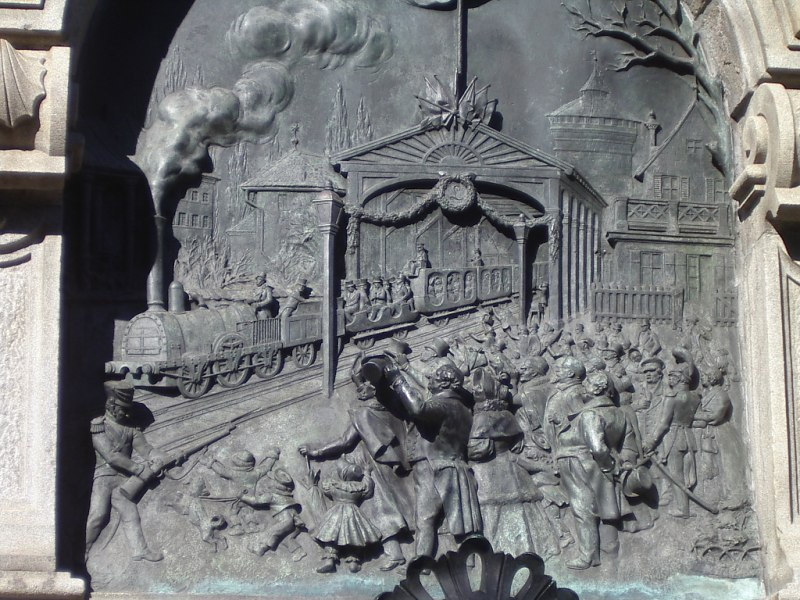
Bronzerelief am Ludwig-Eisenbahn-Denkmal

Auf einem etwa 10 Meter hohen Granit-Obelisken befindet sich eine bronzene Statuette eines Genius auf einem geflügelten Rad, zu Füßen des Obelisken sitzen Furthia und Noris, die Personifikationen der Städte Fürth und Nürnberg. Der Denkmalbrunnen verherrlicht die erste deutsche Bahnfahrt als Siegeszug der Technik. Die Bronzeplastiken stammen aus der Kunstgießerei Lenz.

## Historische Abbildungen

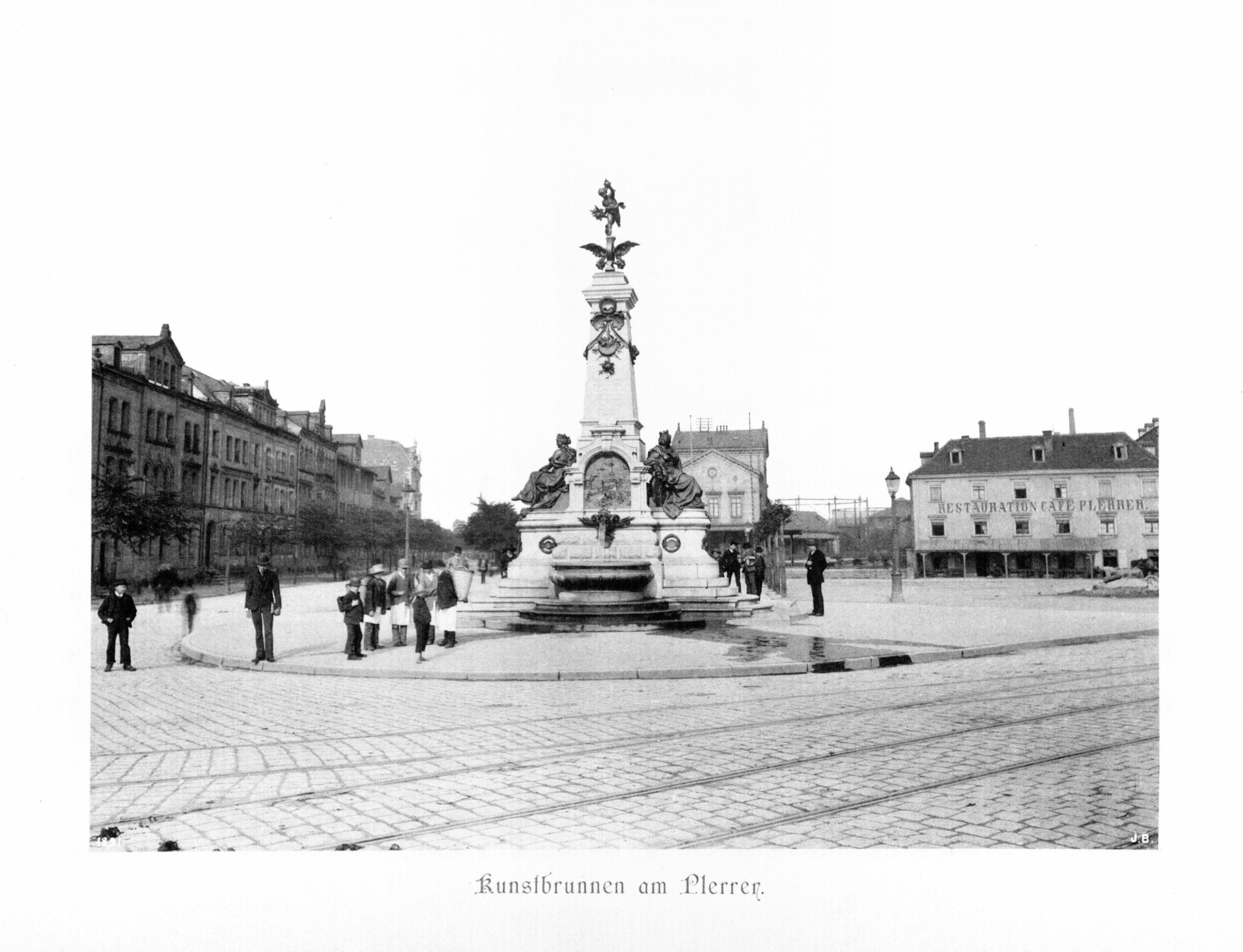
Ludwig-Eisenbahn-Denkmal am Plärrer, 1891
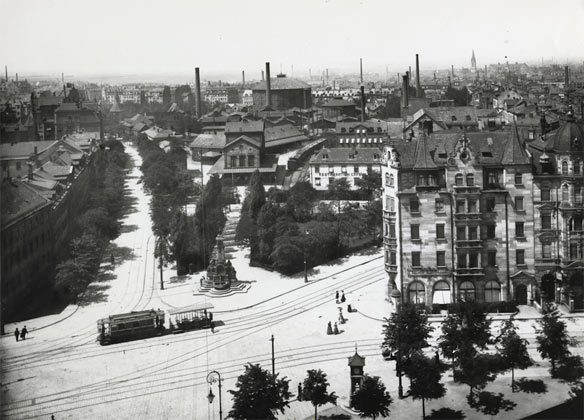
Plärrer mit dem Ludwig-Eisenbahn-Denkmal, 1905